# 1503 en santé et médecine
| Années de la santé et de la médecine : 1500 - 1501 - 1502 - 1503 - 1504 - 1505 - 1506    |
| Décennies de la santé et de la médecine : 1470 - 1480 - 1490 - 1500 - 1510 - 1520 - 1530 |

Cet article présente les faits marquants de l'année 1503 en santé et médecine.

## Événements
- 29 novembre : début de la construction, par Nicolás de Ovando, de l'hôpital San Nicolás de Bari (en) à Saint-Domingue, « premier hôpital du Nouveau Monde[1] ».
- Jeanne Ire de Castille, dite Jeanne la Folle, femme de Philippe le Beau et mère de Charles Quint, commence à présenter « des symptômes non équivoques de démence[2] ».
- Première description historique du choléra par un Européen (un officier de Vasco de Gama), qui décrit une épidémie de diarrhées cataclysmiques rapidement mortelles (en 8 heures) et ayant provoqué 20 000 morts à Calicut (Inde)[3].

## Publications
- Joseph Grünpeck (1473-1530), fait imprimer par Albrecht Kunne, à Memmingen, son Libellus de mentulagra alias morbo gallico (« De la mentulagre ou du mal français »), un des premiers ouvrages traitant de la syphilis[4],[5].
- Première édition, imprimée à Lyon par Jean Ier de Vingle pour Étienne Gueynard, de la Grande Chirurgie de Guy de Chauliac (1300-1368) dans la traduction française de Symphorien Champier (1471-1539[6],[7]).

## Naissance
- 14 décembre : Nostradamus (mort en 1566), apothicaire, médecin et astrologue provençal[8].

## Décès
- Adolphe Occon (né en 1447), poète et médecin originaire de Frise orientale, au service de Sigismond, archiduc d'Autriche ; mort à Augsbourg, cousin d'un autre Adolphe Occon (1494-1572), également médecin, qu'il a adopté et institué son héritier universel[9].
- Pere Pintor (ca) (né en 1420), médecin espagnol, professeur à Valence, médecin du pape Alexandre VI, auteur de l'Aggregator sententiarum et curatione (1499) et du De morbo foedo et occulto, his temporibus affligente (1500[10]).